# Cyan

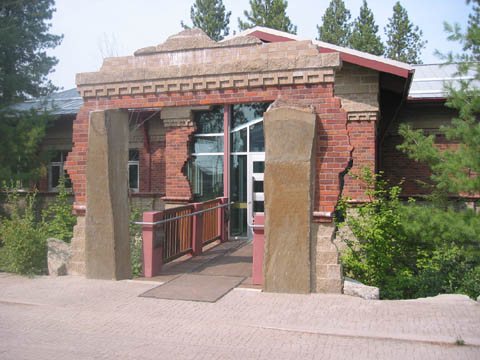
Cyan Worlds的入口

Cyan，亦称Cyan Worlds，美国电子游戏开发商，由兰德·米勒和罗宾·米勒兄弟于1987年建立。公司最知名的作品为神秘岛系列。